# 自活兵器
自活兵器（じかつへいき）とは、軍や民兵組織などが所持する代用兵器の種類であり、物資が乏しい事などを原因として有り合わせであったり、廃棄された製品から取り出された部品を組み合わせることによって製造された質素なものをさす。

## 概要
第二次世界大戦の末期に、最前線部隊で応急的に製作使用されたり、本土決戦に備えて日本の国民義勇戦闘隊や民間人に支給、もしくは陸軍製作のマニュアルに従って自作されたものを一括して呼称する。物資欠乏の中、陸軍により研究され、マニュアル化されたもの、前線部隊により場当たり的に製造されたもの、民間で工夫し製作されたものなど、その種類は無数と言ってよい。有名な竹槍を代表に、航空爆弾を転用した地雷、竹材や木材を使用した簡易擲弾筒、アルミニウム鋳物や陶器を用いた代用手榴弾（四式陶製手榴弾）、火縄銃や火炎瓶、果てはボウガンや投石器などの中世前後の水準のものに到るまで、「徒手空拳よりはまし」「殺傷能力を発揮しさえすればよい」程度の水準で製作が行われた。当然ながら制式兵器に比べ甚だしく攻撃力が劣るものが大半であった。
同様の急造兵器は英国、ドイツ、ソ連などにおいてもみられ、英国のホーム・ガードが装備していたホームガード・パイク(鉄パイプの先端に銃剣などを溶接したもの)などはその代表例である。